# Peter S. Beagle
Pour les articles homonymes, voir Beagle (homonymie).
Œuvres principales
- La Dernière Licorne

Peter Soyer Beagle, né le 20 avril 1939 à Manhattan, est un écrivain de fantasy américain, également auteur d'ouvrages non-fictionnels et de scénarios pour le cinéma. Il est également guitariste chevronné et chanteur de folk. Il signa son premier roman, A Fine and Private Place, à l'âge précoce de 19 ans. Aujourd'hui, il est avant tout connu pour être l'auteur de La Dernière Licorne, œuvre souvent nommée par des magazines spécialisés et par les lecteurs comme l'un des dix meilleurs romans de fantasy de tous les temps. Au moins deux autres de ses romans (A Fine and Private Place et I See By My Outfit) sont considérés comme des classiques modernes. Ses œuvres ont été traduites dans plus de 15 langues et éditées partout à travers le monde.

## Biographie
Né le 20 avril 1939 à Manhattan, Peter S. Beagle est le fils de Simon et Rebecca Soyer Beagle. Il passa sa jeunesse et le début de son cursus scolaire à New York, dans le quartier du Bronx. Depuis son plus jeune âge, il fut un lecteur vorace, encouragé par ses parents. Dès l'âge de six ans, il proclamait son ambition de devenir écrivain et contribua par la suite régulièrement au journal littéraire de son école secondaire. C'est à cette époque que sa production fut remarquée pour la première fois par des professionnels. Lors de sa dernière année de secondaire, il s'inscrit au concours Scholastic Writing Award Contest en leur envoyant un poème et une nouvelle. Il ignorait alors que le premier prix du concours était un financement pour des études supérieures. Son poème remporta le premier prix et Peter S. Beagle passa les quatre années suivantes de sa vie à l'université de Pittsburgh.
C'est lors de ses années universitaires que Beagle se dirigea vers la carrière d'écrivain. Sa nouvelle Telephone Call gagna le premier prix de sa catégorie dans le magazine Seventeen, il engagea un agent, publia plusieurs textes et sortit de ses études avec un degree en écriture créative et un minor en Espagnol. Il passa l'année suivante à l'étranger avant d'incorporer l'atelier d'écriture de l'université Stanford, où il rencontra sa première femme, Enid.
Après ses années à Stanford, Beagle voyagea quelque temps sur la côte Est des États-Unis d'Amérique avant de se décider à rejoindre Enid en Californie. Il traversa le pays à motocyclette avec un ami à cette occasion, voyage qui servit de base à son roman I See By My Outfit. Une fois marié à Enid, il s'installa avec sa femme et ses trois enfants (du premier compagnon d'Enid) et exerça pendant de nombreuses années le métier de journaliste indépendant pour subvenir aux besoins du ménage, même après l'accueil exceptionnel de La Dernière Licorne.
Au cours des années 1970, Beagle écrivit de plus en plus de scénarios télévisuels et exerça en parallèle à ses activités son occupation de chanteur folk. Il chantait en anglais, en yiddish, en français et en allemand. Il se produisit dans divers clubs et salles de concert californiens et sorti même un album live d'un de ces concerts. En 1980, il divorça avant de déménager à l'été 1985 vers Seattle pour plusieurs années. Il retourna pourtant s'installer en Californie quelques années plus tard avec sa seconde femme, l'écrivain et artiste indienne Padma Hejmadi. Après quelques années passées dans la ville de Davis, où il s'engagea fermement dans la vie culturelle et associative de la cité, Peter S. Beagle vit désormais à Oakland, Californie.

## Carrière de scénariste

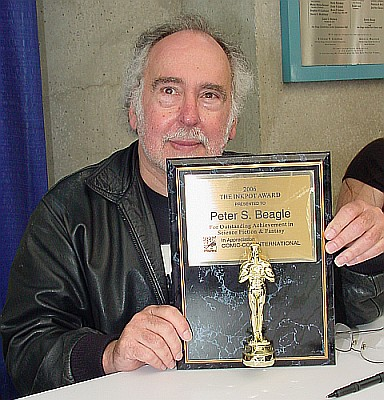
Peter S. Beagle en 2006 (prix Inkpot)

Peter S. Beagle est l'auteur du script de l'épisode 71 de la série Star Trek : La Nouvelle Génération (Star Trek: The Next Generation), nommé Sarek. Il est également l'auteur du scénario de la version animée du Seigneur des anneaux, sortie en 1978 et dirigée par Ralph Bakshi.
Sa carrière de scénariste télévisuel l'éloigna précocement de sa vocation de romancier, d'auteur de nouvelles et de journaliste. Mais au milieu des années 1990, il revint à ses premières amours et produit depuis lors, à un rythme régulier, des œuvres de fiction de longueurs variées.

## Procès avec Granada Media
Son roman La Dernière Licorne fut adapté en long métrage d'animation en 1982, sur un scénario rédigé par Peter S. Beagle lui-même. Depuis 1999, les droits de ce film sont détenus par la compagnie anglaise Granada Media International (une filiale de ITC plc.). Peter S. Beagle est depuis 2005 en procès avec Granada Media à propos du non-payement des droits dérivés du merchandising, ainsi que des droits d'auteur dus contractuellement. La somme totale lésée pourrait s'élever selon les estimations à plusieurs centaines de milliers de dollars.
En décembre 2006, les dernières nouvelles données par le représentant légal de Beagle, Conlan Press, précisent que le différend évolue dans un sens favorable à Peter S. Beagle, bien qu'aucun accord n'ait encore été signé.